# Der Leviathan (Joseph Roth)

Der Leviathan (Ausschnitt aus einer Radierung von Gustave Doré von 1865)

Der Leviathan ist eine erstmals 1938 in der Pariser Tageszeitung veröffentlichte Erzählung von Joseph Roth (mit dem Titel Der Korallenhaendler, „Das Neue Tage-Buch“, 22. Dezember 1934).

## Inhalt
Der fromme jüdische Korallenhändler Nissen Piczenik lebt unglücklich verheiratet, kinderlos und fernab jeder Bildung im galizischen Städtchen Progrody, das er zeitlebens niemals verlassen hat. Den Korallen bringt er eine geradezu abgöttische Liebe entgegen: Lebendige Tiere sind sie für ihn, die unter der Obhut des sagenhaften Urfisches Leviathan auf dem Meeresgrund heranwachsen. Von seinen Fädlerinnen zu Schmuck verarbeitet und an die Bäuerinnen der Umgebung verkauft, vermögen sie nicht nur, bei Kindern den „bösen Blick“ abzuwenden, sondern blühen auch an der Brust schöner, junger, gesunder Frauen auf, während sie an derjenigen kränklicher Frauen dahinwelken.
Dementsprechend groß ist Piczeniks Sehnsucht nach dem Meer, der Heimat seiner verehrten Geschöpfe. Die Sümpfe um Progrody sind nur ein sehr unvollkommener Ersatz. Akribisch lässt er sich deshalb von dem durchreisenden Matrosen Alexander Komrower die Welt des Ozeans und der Seeschifffahrt erklären, erfährt von Tauchern, Fernrohren und Walfischen, lauscht in Podgorzews Schenke bei „neunziggrädigem Schnaps“ allerlei Seemannsgarn. Letztlich begleitet er Komrower sogar zu seiner Einschiffung nach Odessa.
Während der Fahrt wandelt sich der vormals „kontinentale“ Piczenik in seiner unschuldig-frommen Einfalt zunehmend zum „ozeanischen“, dem verwegen-weltoffenen Piczenik. Bereits im Zug verteidigt er mit für ihn ungewohnter Eloquenz „seine“ Korallen gegen die Anmaßung des Petersburger Perlenhändlers Gorodotzki, selbst die eigentlichen Schätze des Meeres feilzubieten. In Odessa angekommen, gibt er sich kühn als Komrowers Onkel aus, schmuggelt sich so an Bord von dessen Panzerkreuzer und lässt sich vom Marineleutnant „Mast und Bug“, „Deck und Heck“, „Kreuzer und Handelsschiff“ erklären. Gleichzeitig vergisst er während des dreiwöchigen Aufenthalts „die Pflichten eines gewöhnlichen Juden aus Progrody“, geht nicht mehr ins Bethaus, entblößt gar gegen die Gebote seiner Religion „vor der strahlenden weißgoldenen Pracht des Offiziers“ sein Haupt.
Kurz nach Piczeniks Rückkehr eröffnet im benachbarten Städtchen Sutschky der geschäftstüchtig-polyglotte Ungar Jenö Lakatos ebenfalls ein Korallengeschäft und verkauft seine Ware zu einem Bruchteil von Piczeniks Preisen. Bei dessen Besuch in Sutschky offenbart Lakatos sein Geheimnis: Um künstliche Korallen handelt es sich, optisch makellos, aber aus Zelluloid hergestellt, „die bläulich brennen, wenn man sie anzündet, wie das Heckenfeuer, das ringsum die Hölle umsäumt“. Den drohenden Bankrott vor Augen lässt sich Piczenik in seiner Not von Lakatos zwanzig Pud falsche Korallen schicken. Er mischt sie unter seine eigenen echten Korallen und verkauft das Ganze zum alten Preis.
In der Folge stirbt zunächst der Wucherer Warschawsky, zu dem Piczenik das unredlich erworbene Geld gebracht hat. Bald darauf fällt das Enkelkind des Hopfenhändlers, dem man Piczeniks falsche Korallen um den Hals gelegt hatte, der Diphtherie zum Opfer. Die Seuche breitet sich aus, Piczeniks Korallen geraten in den Ruf, Unheil zu bringen. Über Progrody bricht tiefster Winter herein, nach einem Sturz auf eisglatter Straße stirbt Piczeniks Frau schließlich an einer Gehirnerschütterung. Die Kunden bleiben aus, Piczenik, von allen gemieden und ein gebrochener Mann wird Stammgast in Podgorzews Schenke, verfällt dort dem Alkohol und der Hurerei.
Um nicht endgültig zum Gespött des Städtchens zu werden, fasst er schließlich den Entschluss, nach Kanada auszuwandern. Während der Überfahrt erleidet die Phönix Schiffbruch. Piczenik unternimmt nicht einmal den Versuch, sich zu retten. Vielmehr stürzt er „über Bord ins Wasser (…) zu seinen Korallen, zu seinen echten Korallen“, um dort „in Frieden zu ruhn neben dem Leviathan, bis zur Ankunft des Messias“.

## Interpretation

### Multikulturalität
„Der Leviathan“ vereint, wie viele Werke Joseph Roths, in idealtypischer Weise drei verschiedene Kulturen.
Die Erzählung spielt in einem jener osteuropäischen Stetl, die in besonderer Weise die Kultur des aschkenasischen Judentums verkörpern: Mit Synagogen, Gebetsmänteln und -riemen, den jüdischen Feier- und Fasttagen, aber auch all den Geldverleihern, Wasserträgern, Schlächtern, Schankwirten und Kleinhändlern, mit denen das Klischee derartige Örtlichkeiten zu bevölkern pflegt. Aber auch sonst ist jüdisches Gedankengut vielfach gegenwärtig, im Namen Jehovas etwa, im Leviathan, dem alttestamentlichen Ungeheuer, dem Gedanken der Versuchung durch den Teufel.
Die zweite Kultur ist die Russlands, zu dem jener Teil Polens, in dem das fiktive Städtchen Progrody liegt, vor dem Ersten Weltkrieg gehörte. Zunächst ist das Zarenreich in dem verschlafenen Nest allenfalls durch den Bahnhof und die kaiserliche Post gegenwärtig. Auch der Matrose Komrower trägt einen Hauch von Sankt Petersburg in die Provinz, wenn er etwa von den ruhmreichen Taten der Zarin Katharina gegen den König von Schweden berichtet. Gänzlich ins Zentrum rückt Russland dann mit dem Aufbruch Piczenik nach Odessa. Im Zug diskutiert er mit einem Hoflieferanten des Zarenhauses, in Kiew muss er umsteigen, am Schwarzen Meer lässt er sich gar von einem Leutnant der kaiserlich-russischen Marine ein Kriegsschiff erklären.
Schließlich wurzelt die Erzählung auch in der deutschen Kultur, wurde sie doch von einem Autor Österreich-Ungarns in deutscher Sprache geschrieben und wird daher der deutschen Literatur zugerechnet.

### Versuchungsthematik
Der Leviathan stellt eine Parabel dar, also eine gleichnishafte Erzählung, die in zugespitzter Form ein moralisches Problem behandelt. Hier ist es die Thematik der Versuchung durch das Böse, die einen integren, rechtschaffenen Menschen seine Werte und Ideale verraten lässt. Im Falle Piczeniks ist es nicht nur seine Liebe zu den echten Korallen, sondern auch seine jüdische Identität.
Der Versucher wird in erster Linie durch den ungarischen Geschäftsmann Jenö Lakatos vertreten, der deutlich Züge der jüdisch-christlichen Teufelsvorstellung trägt: Zu nennen sind etwa das „glatte, blauschwarze, pomadisierte Haar“ und die „Mausezähnchen“, mit denen Theaterregisseure üblicherweise den Mephistopheles ausstatten. „Seine dunklen Augen (…) glühten von Sekunde zu Sekunde so stark, dass eine merkwürdige Brandröte mitten in ihrer Schwärze aufglühte“. Sein „schmächtiger Körper (…) duftet gewaltig und betäubend“. Auch hinkt er infolge eines verkürzten linken Beins. Nicht vergessen werden dürfen natürlich die „schwarzgrau geringelte Asche“ und der „graublaue Rauch des Zelluloids“, den Lakatos’ Produkte bei ihrer Verbrennung hinterlassen.
Ein letztlich teuflisches Wesen ist aber auch der Leviathan, das auf dem Meeresgrund ruhende Ungeheuer der alttestamentlichen Mythologie, vor dem nach Hiob 41,25ff.  jeglicher menschliche Widerstand zuschanden wird, den nach Psalm 74,14  nur der Herr selbst besiegen kann. „Um seine Zähne herum herrscht Schrecken (…) aus seinem Rachen fahren Fackeln und feurige Funken schießen heraus, (…) sein Herz ist so hart wie ein Stein (…) wenn er sich erhebt, so entsetzen sich die Starken (…) auf Erden ist nicht seinesgleichen, er ist ein Geschöpf ohne Furcht“. In der Erzählung steht er für das Meer, das Piczenik zeitlebens in seinen Bann zieht, um ihn seine Heimat und seine jüdischen Wurzeln vergessen zu lassen und schließlich zu verschlingen. Bezeichnenderweise gilt der Leviathan in Ungarn als Gott des Bösen – in der Heimat des Geschäftsmachers Jenö Lakatos.
Warum freilich Gott die Korallen, die in der Erzählung ja das Echte, Wahre und Gute verkörpern, bis zur Ankunft des Messias ausgerechnet der Obhut seines Gegenspielers, des Leviathans, anvertraut bleibt ein ungelöster Widerspruch, der aber nicht nur im bereits erwähnten Buch Hiob selbst eine Parallele findet, sondern im Grunde ein zentrales Problem der gesamten Eschatologie darstellt.

### Koralle

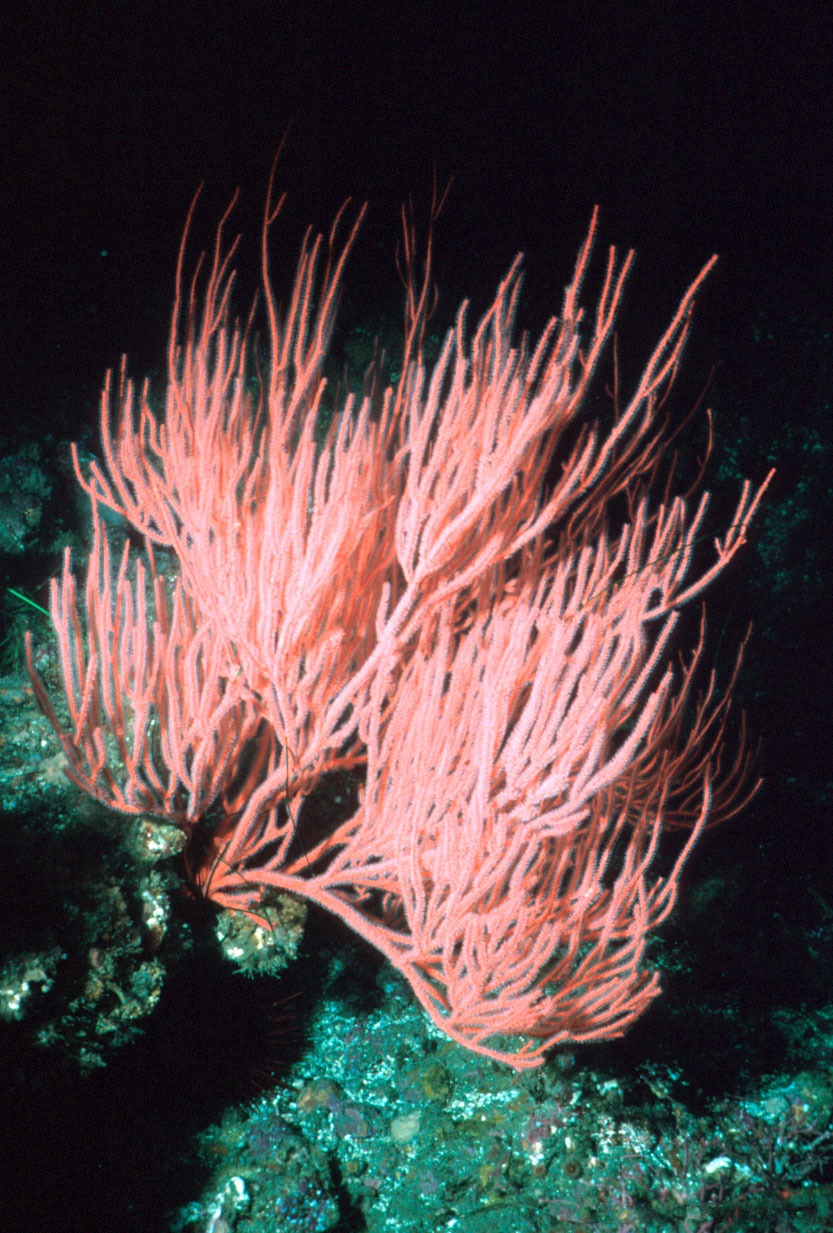
Hornkoralle

Ein zentrales Motiv der Erzählung ist die Koralle, für den Protagonisten gewissermaßen der Inbegriff des Guten und Schönen. Entsprechend mannigfaltig und detailreich fallen die Schilderungen dieser „edelsten Pflanzen der ozeanischen Unterwelt“ aus, „der Rosen für die launischen Göttinnen der Meere“. Im Hintergrund schimmert immer auch ein Bezug zu „Blut“ und „Leben“ durch. Wenn etwa manche Korallen mit „festen runden Blutstropfen“ verglichen werden, wenn eine Wechselwirkung zwischen dem Glanz der Korallen und dem Gesundheitszustand ihrer Trägerinnen hergestellt wird, „als nährten sie sich von dem Blut der Frauen (…) an den festen weißen Hälser der Weiber, in innigster Nachbarschaft mit der lebendigen Schlagader, der Schwester der weiblichen Herzen.“. Oder wenn Piczenik die Unfruchtbarkeit seiner eigenen Frau, „trocken wie ein Teich“, der Fruchtbarkeit der See gegenüberstellt, „auf deren Grund so viele Korallen wuchsen“. Dementsprechend sieht er in den Korallen auch einen Ersatz für jene Kinder, die ihm seine Ehe versagt hat.

### Autobiographisches
Mitunter lassen sich im Leviathan auch autobiographische Momente entdecken. So stammt Joseph Roth aus dem galizischen Städtchen Brody bei Lemberg, das nicht nur lautlich für den fiktiven Ort Progrody Pate gestanden haben dürfte, sondern auch in ähnlicher Weise der unverwechselbaren ostjüdischen Kultur angehört. Ein Unterschied ergibt sich freilich insofern, als Lemberg dem österreichisch-ungarischen Teil Galiziens angehörte und damit vom Kaiserhof in Wien aus regiert wurde, nicht vom Zaren in Sankt Petersburg.
Auch zu dem körperlichen und moralischen Verfall der Protagonisten gibt es eine Parallele im Leben des Autors, der in seinen letzten Lebensjahren in Paris schwerst alkoholabhängig wurde (vgl. Die Legende vom heiligen Trinker).

## Zitat
„… er war nicht einfach ertrunken wie die anderen. Er war vielmehr … zu den Korallen heimgekehrt, auf den Grund des Ozeans, wo der gewaltige Leviathan sich ringelt.“

## Textausgaben
- Joseph Roth: Der Leviathan. Erzählung. 4. Auflage. Kiepenheuer u. Witsch, Köln 1999, ISBN 3-462-02082-X.
- Joseph Roth: Der Leviathan. Novelle. Nach dem Erstdruck von 1938. Mit Kommentar und Nachwort. Herausgegeben von Konstanze Fliedl. Reclam, Stuttgart 2010, ISBN 978-3-15-018685-5 (Reclams Universal-Bibliothek 18685).
- Der Leviathan im Projekt Gutenberg-DE